# Децл
Кирило Олександрович Толмацький (22 липня 1983, Москва, Російська РФСР, СРСР — 3 лютого 2019, Іжевськ, Удмуртська Республіка, Росія, більш відомий під сценічним псевдонімом Децл) — російський реп-виконавець.
Колишній учасник реп-об'єднання «Bad B. Альянс».
Дебютний альбом виконавця «Кто? ты» (2000) входить до числа найбільш продаваних альбомів в Росії, накладом понад мільйон примірників.

## Життєпис
Кирило Толмацький народився 22 липня 1983 року в Москві в родині Олександра Яковича (нар. 12 травня 1960) та Ірини Анатоліївни Толмацьких (нар. 14.10.1963). У Кирила є сестра по батькові Анфіса (нар. 15 квітня 2009 у другому шлюбі батька) та два брати — Федір і Єгор Баскови.
Навчався в Швейцарії, закінчив у Москві British International School.
Перший виступ Децла відбувся на фестивалі Adidas StreetBall Challenge в Москві. Після цього світлину репера було поміщено на обкладинку листопадового випуску часопису «ПТЮЧ»; це було початком великої кількості статей, присвячених Децлу. Прізвисько Децл отримав через малий зріст в юнацькі роки, коли займався в школі брейк-дансу.

### 2000— Кто? ты
Дебютний альбом «Кто? ты», що вийшов 2000 року, розійшовся накладом понад мільйон копій (без урахування піратських копій). За цей альбом Децл отримав премію «Record 2000» в номінації «Дебют року». Кліпи на пісні з альбому (такі як «Слезы», «Вечеринка», «Кровь моя, кровь») протягом довгого часу знаходилися в гарячій ротації на радіо і телебаченні. В цей час Децл стає особою тривалої рекламної кампанії Pepsi «Пепсі, пейджер, MTV».

### 2001— Street Fighter
Другий альбом Децла «Уличный боец» також став досить успішним; за нього він отримав декілька премій, зокрема премії Муз-ТВ, Юнеско (найкраща обкладинка року), «Стопудовий хіт» і «MTV Music Awards» (Вибір глядачів Росії). У цей період характерною композицією є «Письмо», за яку Децл з Марусею отримали Золотий грамофон у 2001 році.

### 2004— Detsl aka Le Truk
Через два роки вийшов третій абсолютно новий альбом під лаконічною назвою «aka Le Truk», який ознаменував собою народження нового Децла, як самостійного артиста. Децл більше не співпрацював зі своїми колишніми партнерами по студійній роботі (зокрема, Владом Валовим), а всі тексти писав сам. Серед композиторів альбому були А. Карпунін, MC Beat, DJ Shooroop, Dj Tonic, Max Homich, Dj 108-й, Dj La. Сам Децл також виступив звукопродюсером. В альбомі багато живих інструментів та жіночого вокалу (Карина Сербіна, Кнара). Такі пісні як «Потабачим», «Legalize» і «Бог есть» стали справжніми хітами. На всі три композиції були зняті кліпи, два з яких отримали широку ротацію на MTV. Анімаційний кліп на пісню «Legalize» був заборонений до показу на телебаченні через неоднозначну тематики пісні.

### 2008— MosVegas 2012
У січні 2008 року вийшов четвертий студійний альбом Децла «MosVegas 2012». Повністю перейти на псевдонім Le Truk, як спочатку планував артист, не вийшло, і Кирило повернувся до псевдоніму Децл, додавши до нього на староросійський манер твердий знак (ДецлЪ). У записі альбому взяли участь: Dj Nik One, Смокі Мо, Кнара, Gunmakaz, відомий ростовський поет Олег Вантаж та інші. Після попереднього альбому, який можна було віднести до мейнстріму, «MosVegas 2012» вийшов андеграундним, з більш глибоким і однорідним звучанням. Основну музичну лінію для альбому написав відомий пітерський бітмейкер та музикант Beat-Maker-Beat. Звучання альбому в цілому можна охарактеризувати як класичне для хіп-хопу. За тематикою пісень альбом можна віднести до соціально-спрямованого.

### 2010— Здесь и Сейчас
У 2010 році вийшов п'ятий альбом «Здесь и Сейчас». Також, починаючи з цього року, Децл стає постійним членом журі хіп-хоп фестивалю «Битва столиць».

### 2014— Дециллион
Децл пише відразу три альбоми, що вийшли протягом 2014—2016 років. Нові релізи виконавця були створені декількома мовами, оскільки репер працював з музикантами з різних країн: ямайцями, американцями, японцями, французами та іспанцями.
Першим готувався до виходу альбом під робочою назвою «DancehallMania» в стилі реггі-дансхолл (в альбомі «Тут і зараз» є трек з аналогічною назвою). Семплер диска з'явився в мережі 31 серпня на сторінках Децла в соціальних мережах. За словами виконавця, це альбом з абсолютно новим звучанням — він записаний англійською мовою з мелодійними приспівами і, на відміну від попередніх робіт, є більш танцювальним. У створенні диска взяли участь Томас ДаВіллі, проект soul4soul, Medycin Man, Imal, X-Factor та інші ямайські й африканські виконавці.
Другим до виходу було підготовлено класичний хіп-хоп-альбом, що включає в себе треки з колегами Децла з Америки, Європи та Азії, де сам Кирило теж використав англійські тексти.
Третій російськомовний альбом, над яким Кирилу допомагали працювати Ель Торо і його брат Блек Джекет, Джонні Джонсон з гурту «Animal Джаz» та інші. Деякі треки з підготовкою платівки вже стоять в ротації на радіостанціях у Нью-Йорку і на Ямайці. Крім того, було записано кілька треків з іспанським колективом Yall, які звучать в європейських клубах.
У березні 2014 року вийшов перший альбом з трилогії «Децілліон» — «DancehallMania». Альбом був записаний спільно з ямайськими музикантами на місцевому діалекті патуа. Цей альбом — перший серйозний міжнародний альбом в Росії, записаний в жанрі reggae-dancehall, який отримав визнання від місцевих жителів Ямайки. В альбомі взяли участь такі музиканти як Medycin Man, Thomas Da'Ville, Soul4Soul, Imal, Jah Bari.
У вересні 2014 року вийшов другий альбом трилогії «Децілліон» — «MXXXIII». Цей альбом — суміш різних жанрів — trap, dirty south, jazzy hip-hop, electro і R&B. Платівка поєднала в собі найкращі традиції жанрів EDM і хіп-хопу. В альбомі взяли участь колеги з США та Японії, пісні були записані англійською, російською та японською мовами. Презентація альбому відбулася в Іспанії, в Барселоні.

### 2016—2019
Міні-альбом «Favela Funk» був записаний після поїздки Децла до Бразилії. Стиль пісень альбому — симбіоз фанку, самби, реггі та легковажного речитативу. У пісні «Made in Brazil» Децл цитує фрази зі своїх дитячих хітів. У треках «Бро» і «Favela Funk» Децл намагається відстоювати гуманістичні ідеали («твори добро, бро»). Фінальна пісня «Новый хит», за словами музичного критика Олексія Мажаева, «несподівано відповідає назві і показує, яких успіхів зможе домогтися Децл, схрещуючи хіп-хоп з фанком і сміливо змінюючи пропорції».
Навесні 2018 року в рамках відзначення 10-річчя альбому «Мосвегас» виступив з концертом в Одесі.
У листопаді 2018 року вийшов новий альбом «Неважно, кто там у руля».
У 2021 році було випущено посмертний анімаційний кліп на композицію «Fibonacci (Реквієм)», виконаний у техніці пластилінової stop-motion анімації. Режисером і аніматором виступив Данило Малюга (Danylo Maliuha), засновник студії Lead Star Collective. Кліп був створено на основі філософської концепції переродження та цифрового сліду. Робота отримала визнання на міжнародних кінофестивалях, зокрема Oregon Screams Horror Film Festival, Rising of Lusitania та KinoDrome.
У процесі створення кліпу був знятий відеобекстейдж, у якому показано 8 місяців виробництва, а також закадровий голос Кирила Толмацького, що звучить через уривки його інтерв'ю та виступів. Відео доступне на YouTube. Також режисер та аніматор Данило Малюга дав інтерв'ю, у якому розповідає про філософські ідеї кліпу та процес його створення.

### Смерть
Після концерту в Іжевську 3 лютого 2019 року Децлу в гримерці стало погано. Він помер від зупинки серця на 36-му році життя. Про смерть артиста повідомив у Facebook його батько, продюсер Олександр Толмацький, а згодом також підтвердила і його дружина. Артиста поховали 6 лютого на П'ятницькому цвинтарі.
За попереднім висновком «Бюро судово-медичної експертизи Міністерства охорони здоров'я Удмуртської Республіки», наркотичні речовини в крові Децла не виявлені. Підозрілою виявилася лише склянка з яблучним соком, на дні якої був виявлений ледь помітний білий осад, що станом на 18 лютого 2019 року був не ідентифікований. 
Після смерті Децла, білоруський блогер Максим Мирович написав наступне: "Він критикував владу і в музиці, і в ЗМІ. Ні на що не натякаю, просто хочу нагадати, що в КДБ СРСР (звідки родом Путін) існувала практика вбивств отрутами, які жодним чином не визначалися на експертизах і нагадували смерть від природних причин". Також користувачі Twitter згадували як Децл за декілька днів до смерті писав: "У Москві вже не першу ніч, якщо відчинити кватирку, то квартира замість свіжого морозного повітря наповнюється якимось холодним смородом, схожим на запах іонізованого пилу, а на ранок слабкість і головний біль."

#### Версія про інсценізацію смерті
Децл у 2015 році в інтерв'ю воронезькому інформаційному агентству «Галерея Чижова» розповів:
|  | «Колись я хотів би інсценувати свою смерть у 35 років і виїхати жити на острів. Залишилося кілька років — треба подумати над цією темою». |

Він також зазначав, що хотів би прожити мінімум 450 років, оскільки навколо відбувається стільки цікавого, що життя на все не вистачить.

## Особисте життя
- Дружина Юлія Толмацька (до шлюбу Кисельова) — колишня нижегородська модель[29]
  - Син Антоній, скорочено Тоні (нар. 17 червня 2005)

## Громадянська позиція
В 2016 році Децл дав інтерв'ю "Радіо Свобода" де розкритикував уряд Росії, зокрема й самого Путіна.

Про анексію Криму Децл в 2017, в інтерв'ю "Ехо Москви" казав наступне:
|  | У мене один із менеджерів, який займається гастролями, там живе. Але я туди не їздив з моменту початку конфлікту. Ні, на Україну їздив. Але можу сказати так: у мене, взагалі-то, дідусь хохол чистокровний. І це найкращий приклад у сім'ї нібито чоловічої поведінки. І те, що зараз відбувається - ось ця пропаганда тощо - знову ж таки, люди, по суті, просто багато хто накручений і починає брати участь у цьому русі. Але по суті, це просто політична гра, у якій просто замішаний людський ресурс. Я вважаю, що всі люди брати і сестри на землі, не важливо, якої раси, якою мовою розмовляє, не важливо, де він живе. Ми живемо на планеті Земля. Територія одна, кругла. Якщо, умовно, прибрати кордони, то ми ніби всі земляни. Якщо розглядати сонячну систему як населену, тобто якщо раптом з'являються інші раси, підвиди тощо, як ми збираємося далі з ними комунікувати і взаємодіяти, якщо ми один з одним не вміємо комунікувати і взаємодіяти? Вічно виникають якісь конфлікти. Тому що комусь не подобається щось... Зараз це з дитиною дуже добре проходити, коли їй щось не подобається, і ти її вчиш... Зрозуміло, що в кожного є багато мінусів, але ти шукай плюси і звертай більше уваги на плюси. Якщо ти розумієш, що в людини багато мінусів - шукай плюси. І частіше шукають мінуси, ніж плюси. Це, мабуть, десь закладено всередині людини - знайти мінус, те, що тебе не влаштовує, мабуть, в іншому. Оригінальний текст (рос.) У меня один из менеджеров, который занимается гастролями, там живёт. Но я туда не ездил с момента начала конфликта. Нет, на Украину ездил. Но могу сказать так: у меня, вообще-то, дедушка хохол чистокровный. И это лучший пример в семье как бы мужского поведения. И то, что сейчас происходит — вот эта пропаганда и так далее – опять же люди, по сути, просто многие накручены и начинают участвовать в этом движении. Но по сути, это просто политическая игра, в которой просто замешан человеческий ресурс. Я считаю, что все люди братья и сестры на земле, не важно, какой расы, на каком языке разговаривает, не важно, где он живет. Мы живем на планете Земля. Территория одна, круглая. Если, условно, убрать границы, то мы как бы все земляне. Если рассматривать солнечную систему как обитаемую, то есть если вдруг появляются другие расы, подвиды и так далее, как мы собираемся дальше с ними коммуницировать и взаимодействовать, если мы друг с другом не умеем коммуницировать и взаимодействовать? Вечно возникают какие-то конфликты. Потому что кому-то не нравится что-то… Сейчас это с ребенком очень хорошо проходить, когда ему что-нибудь не нравиться, и ты его учишь… Понятно, что у каждого есть много минусов, но ты ищи плюсы и обращай больше внимания на плюсы. Если ты понимаешь, что у человека много минусов – ищи плюсы. И чаще ищут минусы, чем плюсы. Это, видимо, где-то заложено внутри человека – найти минус, то, что тебя не устраивает, видимо, в другом. |

В 2018, в інтерв'ю "Ехо Москви" на запитання "Чому ви не відгукуєтеся на надихаючі моменти на кшталт приєднання Криму?  Чому ви не надихаєтеся разом з іншими в одному випадку і надихаєтеся в іншому? Затори і бруд вас хвилюють і надихають...":
|  | Мені не надихає приєднання Криму, тому що це було зроблено агресивно дуже. Тому що я не живу в Криму - це раз. Я цю ситуацію не спостерігав на власні очі. І все, що нам підносять ЗМІ - це здебільшого мікс із правди і неправди. І розібратися в цій усій історії, ось те саме, що зараз сталося в Керчі, коли катери один на одного пішли, тут теж не зрозумієш, чорт ногу зламає, що сталося. - Ну як ні, типу воєнний стан оголосили, але ніхто нічого... Але ось тут ситуація - я не натхненний приєднанням Криму, бо бог із ними, окей, але я туди не поїду, тому що це - конфліктна ситуація. Оригінальний текст (рос.) Мне не воодушевляет присоединение Крыма, потому что это было сделано агрессивно очень. Потому что я не живу в Крыму – это раз. Я эту ситуацию не наблюдал воочию. И все, что нам преподносят СМИ – это, в основном, микс из правды и неправды. И разобраться в этой всей истории, вот то же самое, что сейчас произошло в Керчи, когда катера друг на друга пошли, тут тоже не поймешь, черт ногу сломит, что произошло. ― Ну как нет, типа военное положение объявили, но никто ничего… Но вот здесь ситуация – я не воодушевлен присоединением Крыма, потому что бог с ними, окей, но я туда не поеду, потому что это – конфликтная ситуация. |

Після цього між Децлом і інтерв'юером відбувся такий діалог:
|  | - Ви не завжди відгукуєтеся на те, що надихає народ. Надихає і обурює. - Частину народу. Іншу частину народу... - Більшу частину. - Не факт, це ніхто не перевіряв. Оригінальний текст (рос.) ― Вы не всегда отзываетесь на то, что воодушевляет народ. Воодушевляет и возмущает. ― Часть народа. Другую часть народа… ― Большую часть. ― Не факт, это никто не проверял. |

В 2019 році, після смерті Децла українська акторка Алла Мартинюк, що особисто знала Децла, розповіла про нього наступне:
|  | Кирило розповідав про свого дідуся, у якого українське коріння, і дуже пишався ним. Він ніколи не прогинався під систему, відкрито критикував владу. Йому навіть не раз пропонували йти в політику. Але він не хотів, вважав, що немає такого лідера в Росії, погляди і дії якого були б йому близькі. Він не гнався за грошима, писав ту музику, яка йому подобалася, а не на догоду ринку. Для нього важливо було донести свій меседж через творчість. Оригінальний текст (рос.) Кирилл рассказывал о своем дедушке, у которого украинские корни, и очень гордился им. Он никогда не прогибался под систему, открыто критиковал власти. Ему даже не раз предлагали идти в политику. Но он не хотел, считал, что нет такого лидера в России, взгляды и действия которого были бы ему близки. Он не гнался за деньгами, писал ту музыку, которая ему нравилась, а не в угоду рынку. Для него важно было донести свой месседж через творчество. |

|  | Чому ніхто не говорить, що Децл відмовлявся виступати в Криму? Для мене було шоком читати жахливі речі на сторінках своїх друзів, якими я як волонтер опікувалася. Хочу сказати всім: люди, будьте добрішими, розумнішими і мудрішими. Адже подібні речі ворог використовує проти нас. Оригінальний текст (рос.) Почему никто не говорит, что Децл отказывался выступать в Крыму? Для меня было шоком читать ужасные вещи на страничках своих друзей, которых, я как волонтер опекала. Хочу сказать всем: люди, будьте добрее, умнее и мудрее. Ведь подобные вещи враг использует против нас. |

## Дискографія
| Сольні альбоми                                    | Рік  |
| ------------------------------------------------- | ---- |
| Кто ты?                                           | 2000 |
| Уличный боец                                      | 2001 |
| Aka Le Truk                                       | 2004 |
| MosVegas 2012                                     | 2008 |
| Здесь и сейчас                                    | 2010 |
| Dancehall Mania                                   | 2014 |
| MXXXIII (10:33)                                   | 2014 |
| Favela Funk EP                                    | 2016 |
| Неважно, кто там у руля                           | 2018 |
| Альбоми в складі групи                            | Рік  |
| Новый мир (в складі Bad B. Альянсу)               | 2001 |
| Гостьова участь                                   | Рік  |
| Легальный Бизне$$ «Рифмомафия»                    | 2000 |
| DJ Nik One «Poetry Nights»                        | 2008 |
| Check «Отражение»                                 | 2009 |
| П-13 «Провокация (Триб'ют МС Молодому)»           | 2009 |
| N'Pans «Свой Среди Чужих, Чужой Среди Своих 2»    | 2010 |
| Green Grey «Глаз леопарда»                        | 2014 |
| N'Pans «Kunsi Tempu — Conheça O Tempo»            | 2017 |
| Вася В. «Тріумф»                                  | 2018 |
| Інструментальні альбоми                           | Рік  |
| μετεμψύχωσις                                      | 2017 |
| Acoustic                                          | 2018 |
| Компіляції                                        | Рік  |
| aka Le Truk The Best 18                           | 2002 |
| Сингли                                            | рік  |
| Вечеринка                                         | 2000 |
| Слезы                                             | 2000 |
| Кровь моя, кровь                                  | 2000 |
| Письмо (feat. Маруся)                             | 2001 |
| Для тебя (feat. Кнара)                            | 2004 |
| Потабачим                                         | 2004 |
| Быть свободным (feat. Lil 'Kong і D. Masta)       | 2009 |
| Дай мне (feat. Ноггано)                           | 2009 |
| Connection (feat. Yall)                           | 2010 |
| Fire (DJ Groove pop rmx) (RADIO) (feat. Da'Ville) | 2011 |
| Ocean of Delight (feat. Show'em Million & Kelpie) | 2012 |
| Make u Sweat                                      | 2012 |
| Wake!!!                                           | 2012 |
| Play on Repeat (feat. Yall)                       | 2014 |
| 10:33 (feat. Al Bizzare) (Remix)                  | 2015 |
| ШКАФ                                              | 2015 |
| ВКДШ (Official Remix) (feat. DEF, Nixx, Гурме)    | 2015 |
| Пробки, стройка, грязь                            | 2015 |

### Кліпи
| Назва                                          | Рік  |
| ---------------------------------------------- | ---- |
| Пятница                                        | 1999 |
| Надежда на завтра (Bad B. Альянс)              | 2000 |
| 12 злобных зрителей (feat. Майстер Шеff)       | 2000 |
| Вечеринка у Децла (feat. Маруся)               | 2000 |
| Слезы (feat. MED DОГ)                          | 2000 |
| Кто? ты                                        | 2000 |
| Кровь моя кровь                                | 2000 |
| Письмо (feat. Маруся)                          | 2001 |
| Море (feat. Джміль)                            | 2001 |
| Уличные псы (feat. N'Pans)                     | 2001 |
| Уличный боец                                   | 2001 |
| Весна 8-го дня (feat. Грін Грей)               | 2002 |
| Ночь (feat. Карина Сербіна)                    | 2002 |
| Потабачим                                      | 2003 |
| Бог есть (feat. Лигалайз)                      | 2004 |
| Dip It Low (feat. Christina Milian)            | 2004 |
| Легалайз                                       | 2004 |
| Сладкий туман (feat. Смокі Мо)                 | 2007 |
| Выстрел (feat. Mezza Morta)                    | 2009 |
| Быть свободным (feat. Lil'Kong і D.Masta)      | 2009 |
| Dream Realiser                                 | 2012 |
| Вечеринка (NEW)                                | 2013 |
| MXXXIII                                        | 2014 |
| My own song                                    | 2015 |
| Пробки, стройка, грязь                         | 2015 |
| Бро                                            | 2016 |
| Favela Funk                                    | 2017 |
| Detsl aka Le Truk - Fibonacci (Official video) | 2021 |

### DVD-релізи
| Назва                        | Рік  |
| ---------------------------- | ---- |
| aka Le Truk (Bonus DVD)      | 2004 |
| MosVegas 2012 (Live in Ikra) | 2008 |

### Нагороди
Музична премія Золотий грамофон, 2001 рік
Музична премія Золота Горгулья, 2012 рік
Після смері 2019 року, репера, посмертно удостоїли звання «Хіп-хоп легенда».

## Фільмографія
| Рік  | Фільм                              | Роль                          |
| ---- | ---------------------------------- | ----------------------------- |
| 2005 | Продається дача                    | Вася, онук Степановича, репер |
| 2013 | Paradise on demand / Рай на вимогу | головна роль                  |
| 2017 | «Закон кам'яних джунглів»          | епізодична роль               |

### Саундтрек
- 2002 — «72 метри» — Децл, Маруся feat Рінат С. — Письмо